# Diecéze zallatská
Diecéze Zallata je titulární diecéze římskokatolické církve.

## Historie
Zallata, v dnešním Alžírsku, je starověké biskupské sídlo v římské provincii Mauritania Sitifense.
Jediným známým biskupem je Argenzius, který se zúčastnil synodu v Kartágu roku 484, vandalského krále Hunericha.
Dnes je Zallata titulárním sídlem; současným titulárním biskupem je Luiz Henrique da Silva Brito, pomocný biskup Rio de Janeira.

## Seznam biskupů
- Argenzius (zmíněný roku 484)

## Seznam titulárních biskupů
- Amilcare Pasini (1965–1971)
- Edvaldo Gonçalves Amaral, S.D.B. (1975–1980)
- Renato Corti (1981–1990)
- Mathieu Madega Lebouakehan (2000–2003)
- Thierry Marie Jacques Brac de la Perrière (2003–2011)
- Luiz Henrique da Silva Brito (od 2012)